# قرار مجلس الأمن التابع للأمم المتحدة رقم 255
قرار مجلس الأمن التابع للأمم المتحدة رقم 255، الصادر في 19 يونيو 1968، بعد أن بدأ عدد كبير من الدول في الانضمام إلى معاهدة عدم انتشار الأسلحة النووية، أقر المجلس بأن العدوان بالأسلحة النووية أو التهديد بها ضد دولة غير حائزة للأسلحة النووية من شأنه أن يخلق وضعا يؤدي فيه مجلس الأمن -وقبل كل شيء الدول الأعضاء الحائزة للأسلحة النووية- أن يتصرف على الفور وفقا لالتزاماته بموجب ميثاق الأمم المتحدة.
ورحب المجلس أيضا بالنية التي أعربت عنها دول معينة بأنها ستقدم المساعدة الفورية لدولة غير حائزة للأسلحة النووية طرف في المعاهدة ضحية لفعل أو هدف التهديد باستخدام الأسلحة النووية و أكد هذا الحق المتأصل في الدفاع عن النفس الفردي والجماعي.
صدر القرار بأغلبية 10 أصوات؛ امتنعت الجزائر والبرازيل وفرنسا والهند وباكستان.